# مانوش
مانوش (بالإنجليزية: Manoush) هي مغنية وكاتبة غنائية وممثلة بريطانية، ولدت في 1971 في فرنسا.

## سيرتها
شبابها
ولدت الفنانة لأم غجرية من أصل أشكالي وأب ألماني أمريكي. خلال طفولتها، غيرت مكان إقامتها عدة مرات فعاشت في هارلم ونورد هولاند وكولونيا (ألمانيا) وبيال (سويسرا).
في سن الثامنة عشر، أصبحت منوش عارضة أزياء، لكنها توقفت بعد ذلك بعامين بعد حادث سيارة تركها مع ندوب على بطنها وساقيها 1. هاجرت إلى الولايات المتحدة في صيف 2006.

### سيرتها السينمائية
دخلت مانوش عالم السينما في عام 1997. في عام 2000 ، عُرض عليها دور فتاة مفرطة النشاط الجنسي في فيلم مصير جان بيير جيونيت الرائع من إخراج أميلي بولان، وهو الدور الذي فتح لها العديد من الأبواب في صناعة السينما والتلفزيون. كما غرفت منوش بأدوارها في أعمال الرعب أو تلك التي يمكن أن تكون شديدة وصعبة اللعب. في عام 2004 ، لعبت دور المقاتلة كاردا في ملاك الموت، ثم في أسطورة جبل ضوء القمر لتيم روز. بعد ذلك، شاركت في كانيبال في 2006 مع ماريان دورا، الحاجز في 2007 مع تيم روز و فلسفة سكين 2008.
فازت مانوش بجائزة أفضل ممثلة مساعدة في عام 2011 في مهرجان بوليغريند السينمائي في لاس فيجاس عن دورها كأولجا في الخارق,

### سيرتها الموسيقية
بالإضافة إلى مهنتها في التمثيل، اشتعلت كمغنية في مجموعة سيانيد سافيور مع زوجها كريس فاسكيز.
في عامي 2016 و 2017 ، سجلت أغنيتين مع المجموعة البريطانية برونسكي بيت والمنتج الأمريكي مان باريش.

## حياتها الخاصة
تزوجت مانوش من صديقها كريس فاسكيز في عام 2006. ويعيش الزوجان في نيويورك في الولايات المتحدة.

## وصلات خارجية
- مانوش على موقع IMDb (الإنجليزية)
- مانوش على موقع ميوزك برينز (الإنجليزية)
- مانوش على موقع قاعدة بيانات الفيلم (الإنجليزية)